# Ángel Carmona (periodista)
Ángel Carmona (Jerez de la Frontera, 12 d'octubre de 1979) és un periodista espanyol. Va estudiar Universitat CEU San Pablo. Des del setembre de 2009 presenta el programa matinal Hoy empieza todo a Radio 3, tasca per la qual va rebre un premi Ondas 2015 al millor presentador de ràdio musical. El 2007 va ser nomenat subdirector del programa Asuntos propios de Radio Nacional de España i va ser l'encarregat de presentar-lo durant les absències del seu director, Toni Garrido. Ha col·laborat en l'emissora Onda Cero Radio Alcalá i en les publicacions Efe Eme, Zona de Obras, Rolling Stone, On Madrid, Rockdelux i Batonga.